# Machaerium lineatum
Machaerium lineatum är en ärtväxtart som beskrevs av George Bentham. Machaerium lineatum ingår i släktet Machaerium och familjen ärtväxter. Inga underarter finns listade i Catalogue of Life.